# Thomas Laroppe
Thomas Laroppe (* 26. Februar 1977) ist ein französischer Schauspieler.

## Leben
Laroppe studierte Schauspiel und Pantomime am École de Samovar unter Philippe Dormoy, Hélène Ninerola, Patrick Haggiag und Catherine Dubois. In Paris erhielt er eine weitere umfassende Ausbildung in den Fächern Tanz, Gesang, Synchronsprechen sowie der Alexander-Technik. Gemeinsam mit dem brasilianischen Tänzer Biño Sauitzvy erlangte er überregional Bekanntheit als Performance-Künstler.
Seinen ersten Filmauftritt hatte er 2004 in dem preisgekrönten Spielfilm Die Perlenstickerinnen (Brodeuses) der jungen Regisseurin Éléonore Faucher. Es folgten Rollen in Kurzfilmen von Gilbert Merme, Eric du Bellay, Mikael Buch und Antony Hickling sowie eine Nebenrolle in dem 2006 erschienenen Drama Le dernier des fous (The Last of the Crazy People). 2014 spielte er an der Seite Manuel Blancs die Hauptrolle in One Deep Breath, der zu einem internationalen Festivalerfolg wurde, kurz darauf war er in Sur les traces de ma mère zu sehen. 2018 besetzte ihn Antony Hickling in seinem Skandalfilm Frig.
Der Schauspieler lebt offen homosexuell in Paris.

## Filmografie (Auswahl)
- 2004: Die Perlenstickerinnen (Brodeuses)
- 2006: Le dernier des fous
- 2010: Si les papillons parlaient
- 2014: One Deep Breath
- 2016: Sur les traces de ma mère
- 2017: Petits secrets entre voisins (TV-Serie, Gastrolle)
- 2018: Frig